# Disciphania calocarpa

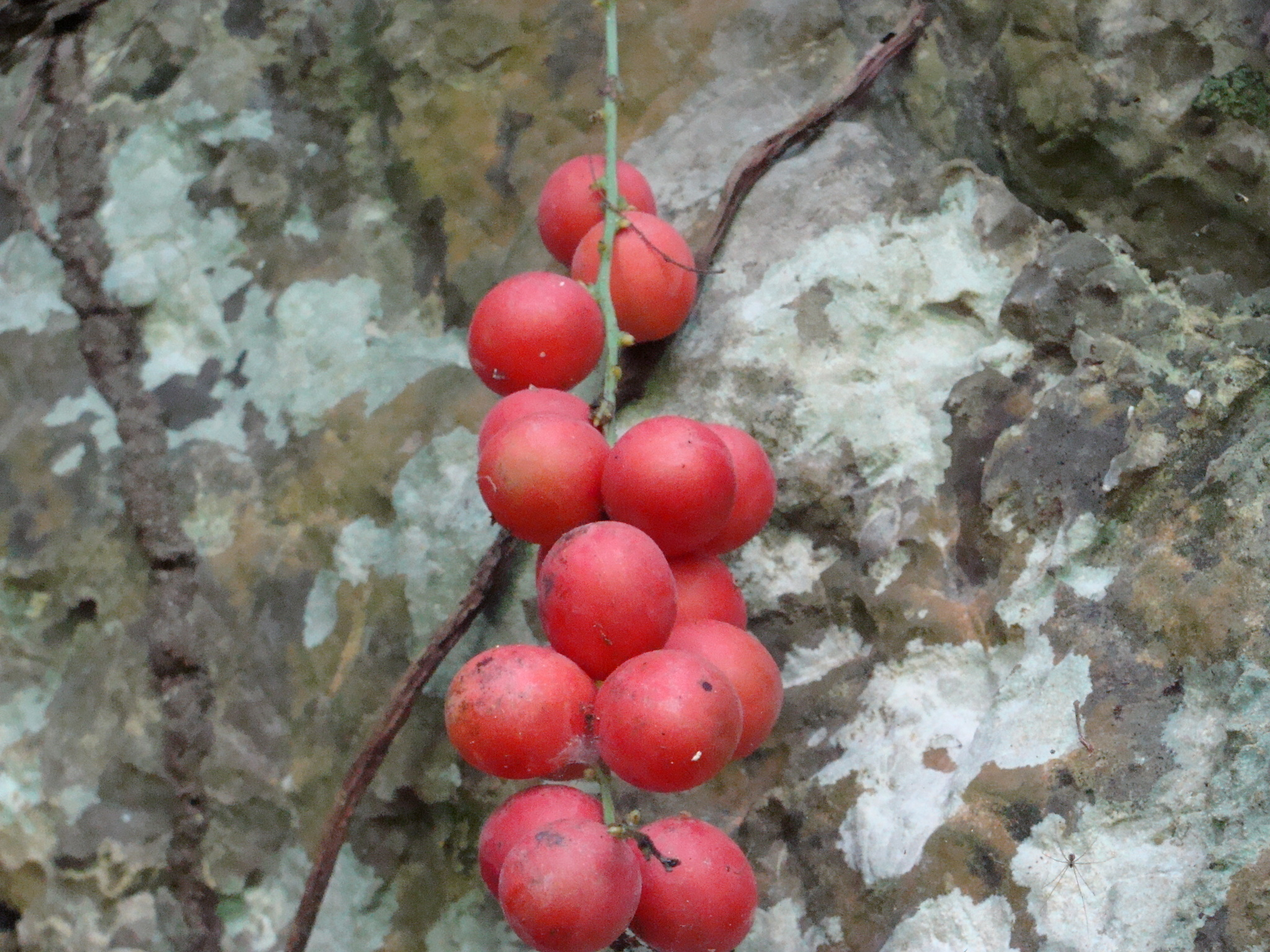
Frukt från Disciphania calocarpa.

Disciphania calocarpa är en tvåhjärtbladig växtart som beskrevs av Paul Carpenter Standley. Disciphania calocarpa ingår i släktet Disciphania och familjen Menispermaceae. Inga underarter finns listade i Catalogue of Life.